# Rhinephyllum muirii
Rhinephyllum muirii är en isörtsväxtart som beskrevs av Nicholas Edward Brown. Rhinephyllum muirii ingår i släktet Rhinephyllum och familjen isörtsväxter. Inga underarter finns listade i Catalogue of Life.